# Atoklimpen

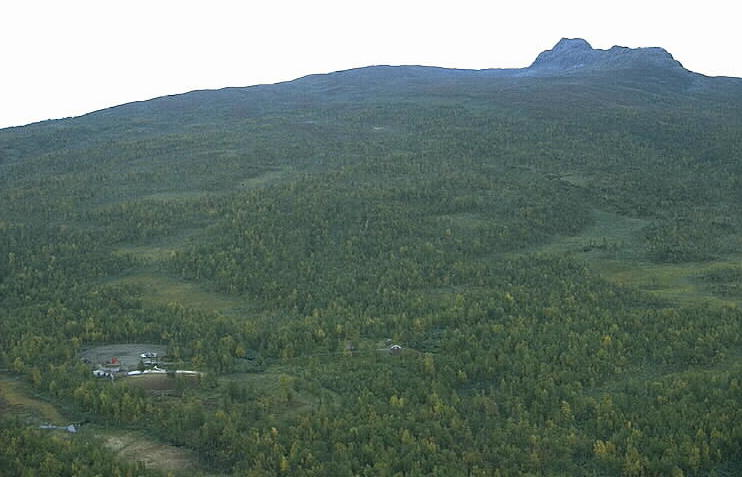
Flygbild över Atoklimpen. På bilden syns också Atostugan.

Atoklimpen, lulesamiska Átoklimpoe, sydsamiska Aatoeklibpie, på svenska även Atoklinten, är ett berg tre mil väster om Tärnaby i Storumans kommun, Västerbottens län. Det märkligt formade berget, vars topp når 1 006 meter över havet, är en helig plats för samerna från området. 
Sedan 2005 ingår Atoklimpen i ett kulturreservat omfattande 940 hektar. Området är också av riksintresse för kulturmiljövården. Där finns en mängd olika lämningar från förhistorisk tid och framåt: visteplatser med härdar, kåtatomter, förvaringsanläggningar, bengömmor, rester efter renhagar och renvallar, stalotomter och gravar. Idag bedriver Vapstens sameby storskalig renskötsel i området.

## Berggrund
Atoklimpen består till stora delar av peridotit, som omvandlas till bland annat serpentinsten, en hård bergart som motstått vittringsprocesserna bättre än omgivningen. Berget sticker upp som en taggig krona med en mängd spetsiga toppar. Färgen skiftar från grönt till rött.

## Helig plats
Atoklimpen är enligt samisk tradition ett gudaberg. Namnet betyder helt enkelt "det där berget" – det var ett så speciellt berg att det inte behövde något mer särskiljande namn.
Samerna i området tillbad själva berget och offrade åt det. Om de hamnade i fara eller olycka ropade de till Atoklimpen om hjälp. 
Under slutet av 1700-talet och början av 1800-talet levde nåjden Anders Jonsson Lorvat (senare med tillnamnet Nortman) i närheten. Han sägs ha offrat ett stycke renkött, en fågel och en fisk för sina tre näringar – renskötseln, jakten och fisket.

## Soejvengelles grav
Tre kilometer västsydväst om Atoklimpen, vid Risbäcken, finns en omtalad grav. När den 1950 undersöktes av Ernst Manker var den 250 cm lång och 125 cm bred, uppbyggd av resta skifferhällar. I gravens botten fanns rester av näver, och därovanpå fanns lämningar av en ackja i vilken den dödes ben vilade.
Enligt lokal tradition var den döde en man som kallades för Soejvengelle (även Suoivengella), vilket på svenska betyder Skuggmannen. Det sägs att han var mycket storväxt och stark. Bland annat ska han i dåligt väder ha burit såväl en sjuårig flicka som en drunknad renoxe på ryggen utöver sin vanliga börda. Skuggmannen dog i unga år och begravdes nedanför Atoklimpen.
I närheten hade Nortmanssläkten en förrådsgömma, som sägs ha varit övervakad av Soejvengelle. Det berättas också att Nortmans första kåta byggdes så nära graven att Soejvengelle kom och bad dem flytta.
När Ernst Manker undersökt graven tog han med sig merparten av de mänskliga lämningarna – delar av skallen, långa rörben, bäckenben, korsben, ett antal revben samt mellanfotsben. Benen undersöktes av en specialist, som konstaterade att den döde varit en man i 30-40-årsåldern, omkring 160 cm lång och kraftigt byggd.
I september 2001 utfördes en ingående arkeologisk undersökning av graven. Då påträffades en skafthålsyxa, en smalbladig kniv som daterats till 1400-talet samt en del mynt från 1900-talet. I samband med denna undersökning gjordes också en C14-analys av en skelettdel, som daterades till 1400-talets mitt.

### Återbegravningen
Ernst Manker hade lovat att återbörda skelettdelarna till graven efter vederbörlig undersökning, men detta skedde aldrig. Vadtejen Saemiej Sijte (Vapstens sameförening) skrev därför 1999 till Statens historiska museum och begärde att benen skulle återföras. Museet samtyckte till detta, och i oktober 2002 kom Soejvengelle tillbaka till sin gravplats. Ursprungligen hade han legat ovanpå marken, under hällarna, men detta ansågs nu innebära alltför stora risker för skadegörelse. Soejvengelle lades därför på renskinn i en ackja som grävdes ned i marken, varefter graven rekonstruerades ovanpå.